# Chrysolina adzharica
Chrysolina adzharica é uma espécie de artrópode pertencente à família Chrysomelidae.